# 马克西姆·萨布罗夫
马克西姆·扎哈罗维奇·萨布罗夫（俄语：Макси́м Заха́рович Сабу́ров，1900年2月7日（19日）—1977年3月24日）苏联党和国家领导人，苏联国家计划委员会主席。1957年，参与反对苏共领导人赫鲁晓夫的反党集团。

## 生平
1900年，生于叶卡捷琳诺斯拉夫省德鲁日基夫卡工人家庭。1920年，加入俄共，在红军服役。1921年，在乌克兰任共青团的县委书记和区委书记。
1926年，毕业于莫斯科维尔德洛夫共产主义大学，在顿巴斯负责党务宣传工作。1933年，毕业于莫斯科巴乌曼机械制造学院，在新克拉玛托尔斯克冶金厂领导经济工程技术工作。1937年，任苏联重型机械制造人民委员部总局总工程师。1938年，任苏联国家计划委员会秘书长和国家计委副主席。1941年，任苏联人民委员会副主席兼国家计委主席。
1947年，任苏联国家计划委员会主席兼部长会议副主席。1955年，任苏联部长会议第一副主席。1957年，任苏联部长会议国家对外经济联络委员会副主席，6月被定为“马林科夫、卡冈诺维奇、莫洛托夫反党集团”成员。1958年，任塞兹兰重型机器制造厂厂长。1962年，任塞兹兰炼油塑料厂厂长。1966年，退休。